# Liste de films LGBT au Japon
 (mai 2023).
 (juillet 2018).
Si vous disposez d'ouvrages ou d'articles de référence ou si vous connaissez des sites web de qualité traitant du thème abordé ici, merci de compléter l'article en donnant les références utiles à sa vérifiabilité et en les liant à la section « Notes et références ».
La liste de films LGBT au Japon est une liste de films (longs, courts et moyens-métrages) et téléfilms où les thèmes des minorités sexuelles et de genres sont présents et ou évoqués explicitement ou implicitement par des films produits au Japon.
Tous les films, cités ci-dessous, dans leur article, mentionnent explicitement et sourcé la thématique LGBT.

## Notice
- (1) Titre : titre sortie France ; TQ : titre Québec ; TB : titre belge.
- (2) Support : film (long-métrage, court-métrage, moyen-métrage) ; film documentaire ; et éventuellement : série TV ; mini-série et téléfilms (si liés aux films et à leur⋅s auteur⋅trice⋅s ici présent).
- (3) réalisateur ou réalisatrice :
  - (*) Réalisateur⋅trice dont l'œuvre est marquée par les thèmes LGBT
- (4) Catégorie-thème LGBT :
  - H = Le film est marqué dans le Portail:LGBT ; T = dans le Portail:transidentité. La thématique LGBT est une des thématiques principales.
  - (LGBT) ou par exemple : (Japon) = film inclus dans la catégorie « LGBT au cinéma au Japon » ; etc. ; La thématique LGBT est abordée dans l'œuvre.
  - thème LGBT : (voir la boîte déroulante : LGBT au cinéma)
  - (thèmes connexes) = (voir la boite déroulante : catégorie "LGBT au cinéma" et lié aux LGBT au cinéma)
- (5) personnage(s) :
  - P = un personnage principal est LGBT (.précision complémentaire) ; En gras, les personnages principaux.
    - précision complémentaire ; ceux-ci sont : lesbien, gay, bisexuel.le, transgenre, queer, intersexe…

  - S = un personnage secondaire est LGBT, (mentionné de façon explicitement sourcer - .précision complémentaire)
- (6) Source : cette case doit être complété pour justifier la mention de cette œuvre dans cette page.
  - fr.wp se référer à la page du film ;
  - dans le cas contraire lien externe vers des éléments de source.

## Liste
| Titre (1) | Support (2)                    | Autre(s) origine(s)              | Année | réalisateur⋅trice & commentaire (3) | Catégorie-thème LGBT (4) | personnage(s) (5) | Source (6)                  |
| --- | ------------------------------ | -------------------------------- | ----- | --- | --- | --- | --------------------------- |
| L'École de la chair (Nikutai no gakkō) | film                           |                                  | 1965  | Ryō Kinoshita | | S.g. - jeune homme prostitué (relation gay) | [ 1 ]                       |
| Il Vento e le Rose (en) (愛するということ ; The Awakening of Love)                                                                            | film                           | Italie                           | 2009  | Elisa Bolognini (dir.) | H | lesbien |                             |
| L'Empire des sens (Ai no corrida 愛のコリーダ )                                                                                               | film                           | France                           | 1976  | Nagisa Ōshima | | bisexualité[réf. souhaitée] | [réf. souhaitée]            |
| Afternoon Breezes (風たちの午後) |                                |                                  | 1980  | | | |                             |
| Ai No Kotodama (Words of Devotion) (愛の言霊)                                                                                                 |                                |                                  | 2008  | Kaneda Satoshi | | |                             |
| Akiba (ja) (Maid in Akiba) | film                           |                                  | 2006  | Yuichi Onuma | | |                             |
| Alldays: Nichōme no Asahi (ALLDAYS 二丁目の朝日)                                                                                              | film                           |                                  | 2008  | | H film set in 1958 Shinjuku ni-chōme | | (cf. en.wp)                 |
| Atashi wa juice (アタシはジュース) |                                |                                  | 1996  | | | |                             |
| Beautiful Mystery (許婚伝説：美しき謎) |                                |                                  | 1983  | | | |                             |
| Big Bang Love, Juvenile A (46億年の恋, 46-okunen no koi)                                                                                      | film                           |                                  | 2006  | Takashi Miike | | S.g. - client du bar (gay) | (cf. fr.wp)                 |
| Blue | film                           |                                  | 2001  | Hiroshi Ando (dir.) | H | lesbien |                             |
| Boy's Choir (独立少年合唱団)[réf. nécessaire]                                                                                                 |                                |                                  | 2000  | | | |                             |
| Boys Love (ja) (ボーイズ ラブ) | film                           |                                  | 2006  | Kōtarō Terauchi (dir.) | | P.g.[réf. souhaitée] | (cf. en.wp)                 |
| Boys Love, the Movie (ja) (ボーイズ ラブ 劇場版), Schoolboy Crush                                                                             | film (2 films)                 |                                  | 2007  | Kōtarō Terauchi (dir.) | H | |                             |
| Carmen from Kawachi (en) (河内カルメ, Kawachi Karumen)                                                                                        | film                           |                                  | 1966  | Seijun Suzuki | | Lesbien |                             |
| Chateau de Roses (シャトー・デ・ローゼス) |                                |                                  | 2005  | | | |                             |
| The Deep Red (深紅 ; Shinku) |                                |                                  | 2005  | | | |                             |
| L'École du sexe (Nikutai no gakko) | film                           |                                  | 1965  | Ryo Kinoshita | | | [réf. souhaitée]            |
| Eko Eko Azarak: Wizard of Darkness | film                           |                                  | 1995  | Shimako Satō | (Japon)[réf. souhaitée] | lesbien[réf. souhaitée] |                             |
| Fake | OVA                            |                                  | 2007  | Iku Suzuki Sanami Matoh (pour le manga) | H (Homosexualité dans le manga) | P.g.[réf. souhaitée] - Randy MacLane (gay[réf. souhaitée]) - Dee Latener (gay[réf. souhaitée]) | (cf. fr.wp)[réf. souhaitée] |
| Flower and Snake 3 (花と蛇３, Hana to hebi 3) (花と蛇3)                                                                                       | film                           |                                  | 2010  | | | |                             |
| French Dressing (フレンチドレッシング ; Furenchi doressingu)                                                                                  | film                           |                                  | 1998  | | | |                             |
| Les Funérailles des roses (Bara no soratsu)                                                                                                   | film                           |                                  | 1969  | Toshio Matsumoto | LGBT | P.travestissement. S.travestissement. - Eddie et son groupe d'amis (travestissement)[réf. souhaitée] - interviews de travestis[réf. souhaitée] | (cf. fr.wp)                 |
| Grains de sable (渚のシンドバッド (Nagisa no Shindobaddo)                                                                                     | film                           |                                  | 1995  | Ryōsuke Hashiguchi | H (Japon) adolescence ; découverte et acceptation de son homosexualité ; trio ; discrimination envers les LGBTI+ ; pathologisation de l’homosexualité                                  | P.g. - Shuji Ito (gay) | (cf. fr.wp)                 |
| Hush! | film                           |                                  | 2001  | Ryōsuke Hashiguchi | H (Japon) homoparentalité | P.g. - Naoya (gay) - Katsuhiro (gay) | (cf. fr.wp)                 |
| I Like You, I Like You Very Much (あなたが好きです、大好きです)                                                                               | film                           |                                  | 1994  | Hiroyuki Oki (dir.) | H[réf. souhaitée] | gay[réf. souhaitée] | (cf. en.wp)                 |
| Kakera (カケラ) | film                           |                                  | 2010  | Momoko Andō (dir.) | (manga: Love Vibes) | Lesbien |                             |
| Keiko | film                           |                                  | 1979  | Claude Gagnon | | Lesbien |                             |
| Kira kira hikaru (きらきらひかる) |                                |                                  | 1992  | | | |                             |
| Lily Festival (百合祭) | film                           |                                  | 2001  | Sachi Hamano (dir.) | | Lesbien |                             |
| Love/Juice | film                           |                                  | 2000  | Kaze Shindō (dir.) | H | lesbien |                             |
| Love My Life ラブマイライフ (Rabu mai raifu)                                                                                                  | film                           |                                  | 2006  | Kōji Kawano | H coming-out | P.l. (Ichiko Izumiya et Eri Jōjima) | (cf. fr.wp)                 |
| Lovers' Kiss (en) (ラヴァーズ・キス) | film                           |                                  | 2003  | Ataru Oikawa (dir.) | H | |                             |
| La Maison de Himiko (メゾン・ド・ヒミコ) (House of Himiko)                                                                                    | film                           |                                  | 2005  | Isshin Inudo (dir.) | | S.g.[réf. souhaitée] | (cf. en.wp)                 |
| Manji (film, 1964) (en) (卍) | film                           |                                  | 1964  | Yasuzō Masumura | | |                             |
| Mariko Rose the Spook (おばけのマリコローズ ; Obake no Mariko Rōzu)                                                                           |                                |                                  | 2009  | | | |                             |
| The Mars Canon (火星のカノン) | film                           |                                  | 2002  | Shiori Kazama (dir.) | | Lesbien |                             |
| Meneko (Female Cats) | film                           |                                  | 1983  | Shingo Yamashiro (dir.) | H (Japon) | P.l. - Mineko (relation lesbienne, bisexuelle) - Sachiko (lesbienne) | (cf. fr.wp)[réf. souhaitée] |
| Natural Woman (ja) (ナチュラル・ウーマン) | film                           |                                  | 1994  | Rieko Matsuura | | Lesbien |                             |
| Okoge (film) (おこげ) | film                           |                                  | 1992  | Takehiro Nakajima | H | gay |                             |
| Le Pensionnat des jeunes filles perverses (恐怖女子高校 暴行リンチ教室 ; Kyôfu joshikôkô: bôkô rinchi kyôshitsu)                              | film                           |                                  | 1973  | Norifumi Suzuki | H (Japon[réf. souhaitée] | lesbien[réf. souhaitée] | [réf. souhaitée]            |
| Project A-Ko (プロジェクトA子) | série de films d’animation OAV |                                  | 1986  | Katsuhiko Nishijima (dir.) | | | [réf. souhaitée]            |
| Queer Boys and Girls on the Shinkansen (en) (Queer Boys and Girls on the Bullet Train) (クィア・ボーイズ・アンド・ガールズ・オン・ザ・新幹線) | film                           |                                  | 2004  | Hasegawa Kenjiro iri Kang Yen-Nien Woolala Satoko Hata Tomoaki Takasaki Keiichi Hirai Yuko Imaizumi Koichi Taguchi Hiroki Akira the Hustler | H[réf. souhaitée] | gay lesbien[réf. souhaitée] | (cf. en.wp)                 |
| Ruby Fruit (en) (ルビーフルーツ) | film                           |                                  | 1995  | Takumi Kimizuka (dir.) | H | lesbien |                             |
| Boys Love, the Movie (en) (ボーイズ ラブ 劇場版 ; Schoolboy Crush)                                                                            | film                           |                                  | 2007  | | | |                             |
| Shinku (深紅) |                                |                                  | 2005  | | | |                             |
| Petite Fièvre des vingt ans 二十才の微熱 ; A Touch of Fever, The Slight Fever of a Twenty-Year-Old ; Hatachi No Binetsu)                      | film                           |                                  | 1993  | Ryōsuke Hashiguchi | Prostitution homosexuelle masculine ; découverte et acceptation de son homosexualité                                                                                                   | P.g. S.g. - Tatsuru (gay) - Shin (agy) - clients du bar gay - l'homme qui leur achète une relation sexuelle | .                           |
| Sukitomo (スキトモ) |                                |                                  | 2006  | | | |                             |
| 1999-nen no natsu yasumi (1999年の夏休み) | film                           |                                  | 1988  | Shūsuke Kaneko (dir.) | H | |                             |
| Tabou (Gohatto' (御法度) | film                           |                                  | 1999  | Nagisa Ōshima | H (Japon) LGBT militaire - homosexualité tabou | P.g. S.g. - Hyozo Tashiro (attirance gay) - Sōzaburō Kanō (relation gay) - Heibei Sugano (relation gay) | (cf. fr.wp)                 |
| Tokyo Godfathers (東京ゴッドファーザーズ (Tōkyō Goddofāzāzu)                                                                                  | film d'animation               |                                  | 2003  | Satoshi Kon | | P.transidentité. - Hana (femme trans) | (cf. fr.wp)[réf. souhaitée] |
| Tomie (série de films) (en) (富江) | série de films                 |                                  | 1999  | Ataru Oikawa Toshirō Inomata Fujirō Mitsuishi Takashi Shimizu Shun Nakahara Tomohiro Kubo Noboru Iguchi (dir.)                              | H | |                             |
| Topless (film) (en) (トップレス) | film                           |                                  | 2008  | Eiji Uchida | H | lesbien |                             |
| Typhoon Club (台風クラブ, Taifû kurabu) | film                           |                                  | 1985  | Shinji Sōmai | | | [réf. souhaitée]            |
| Until the Moon Waxes (その月が満ちるまで ; Sono tsuki ga michiru made)                                                                        |                                |                                  | 2007  | | | |                             |
| Utena, la fillette révolutionnaire | série d'animation              |                                  | 1999  | Kunihiko Ikuhara | Bisexualité à la télévision[réf. souhaitée] | - Utena (travestissement) | (cf. fr.wp)                 |
| Vandread: The Second Stage |                                |                                  | 2001  | | [réf. souhaitée] | | [réf. souhaitée]            |
| Waterboys (ウォーターボーイズ) | film                           |                                  | 2001  | Shinobu Yaguchi | stéréotype de genre dans le sport ; basé sur une histoire vrai[réf. souhaitée] | | (cf. fr.wp)[réf. souhaitée] |
| Wild Zero | film                           |                                  | 2000  | Tetsuro Takeuchi | une des actrices est transsexuelle[réf. souhaitée] | | (cf. fr.wp)[réf. souhaitée] |
| Yaji and Kita: The Midnight Pilgrims (真夜中の弥次さん喜多さん)                                                                               | film                           |                                  | 2005  | Kankurô Kudô | | |                             |
| Yogoreta Nikutai Seijo (汚れた肉体聖女) |                                |                                  | 1958  | | | |                             |
| Yuriko, Dasvidaniya (百合子、ダスヴィダーニヤ)                                                                                                |                                |                                  | 2011  | | | |                             |
| Yuriko's Aroma (ユリ子のアロマ) | film                           |                                  | 2010  | | | |                             |
| Yuwakusha (誘惑者) (The Enchantment) | film                           |                                  | 1989  | Shun'ichi Nagasaki | | |                             |
| Zankoku onna jōshi (残酷おんな情死) |                                |                                  | 1970  | | | |                             |
| Tristesse et Beauté (d'après le roman : Tristesse et Beauté (美しさと哀しみと, utsukushisa to kanashimi to)                                   | film                           |                                  | 1965  | Masahiro Shinoda[réf. souhaitée] | | Lesbien[réf. souhaitée] | [réf. souhaitée]            |
| Away with Words (en) (三條人 ; 孔雀) | film                           | Hong-Kong Singapour              | 1999  | Christopher Doyle | H[réf. souhaitée] | gay[réf. souhaitée] | (cf. en.wp)                 |
| Bent | film                           | Royaume-Uni                      | 1997  | Sean Mathias | H (Royaume-Uni) Persécution sous le IIIe Reich | P.g. S.g. - Max et Rudy, Horst (gay) - un SA (gay) | (cf. fr.wp),                |
| Furyo (Senjō no Merry Christmas (戦場のメリークリスマス, Senjō no merī kurisumasu)) (Merry Christmas, Mr. Lawrence)                           | film                           | Royaume-Uni Nouvelle-Zélande     | 1983  | Nagisa Ōshima | H (Japon) basé sur des récits autobiographiques LGBT[réf. souhaitée] récit tragique sur les LGBT ; LGBT dans l’armée ; LGBTI+ criminel ; stéréotypes et discriminations sur les LGBTI+ | P.g. S.g. - major Jack Celliers (David Bowie) (relation ambiguë, gay) - le capitaine Yonoi (Ryūichi Sakamoto) (relation ambiguë, gay) - garde Coréen (viol sur jeune prisonnier Hollandais ou relation gay) - prisonnier Hollandais (relation gay suggérée avec son geôlier) | (cf. fr.wp)                 |
| Dedicato al mare Egeo (エーゲ海に捧ぐ ; Offering in the Aegean)                                                                               |                                | Italie                           | 1979  | | | |                             |
| Academy (en) (アカデミー) | film                           | Australie                        | 2007  | Gavin Youngs | H | lesbien |                             |
| The Crying Game | film                           | Irlande Royaume-Uni              | 1992  | Neil Jordan | T[réf. souhaitée] | Transidentité[réf. souhaitée] | [ 9 ]                       |
| Love Is the Devil | film                           | France Royaume-Uni               | 1998  | John Maybury | biographie ; LGBTI+ et la drogue et la violence | P.g. - Francis Bacon (peintre) - George Dyer | [réf. souhaitée],           |
| Oscar Wilde (Wilde) | film                           | Allemagne Royaume-Uni            | 1997  | Brian Gilbert | H (Royaume-Uni) biographique - coming-out--publicité de son homosexualité - discrimination et criminalisation de l’homosexualité                                                       | P.g.b-m. S.g. - Oscar Wilde (gay, bisexuel) (Stephen Fry) - Robbie Ross (gay) - Lord Alfred "Bosie" Douglas (gay) (Jude Law) | (cf. fr.wp)                 |
| Flirt (en) | film                           | Allemagne États-Unis             | 1995  | Hal Hartley (dir.) | | |                             |
| Le Festin nu (Naked Lunch) | film                           | Royaume-Uni Canada               | 1991  | David Cronenberg | H (Canada Japon Royaume-Uni) basé sur des faits réels | - Yves Cloquet (gay)[réf. souhaitée] - Han (gay)[réf. souhaitée] | [ 13 ]                      |
| Skin Gang (Skin Flick) |                                | Royaume-Uni Canada               | 1999  | | | |                             |
| Les Dieux de la vague (Newcastle) | film                           | États-Unis Australie             | 2008  | Dan Castle | (Australie)[réf. souhaitée] | | [réf. souhaitée]            |
| Scott Pilgrim (TQ : Scott Pilgrim contre le monde)                                                                                            | film                           | Royaume-Uni Canada États-Unis    | 2010  | Edgar Wright | | S.g. - Wallace (gay) colocataire de Scott Pilgrim | [ 14 ]                      |
| Wonder Boys | film                           | Allemagne Royaume-Uni États-Unis | 2000  | Curtis Hanson | | | [réf. souhaitée]            |
| Cercle intime (The Monkey's Mask) | film                           | Italie France Canada Australie   | 2000  | Samantha Lang | H (Australie France Italie Japon Canada) | P.l. (Jill Fitzpatrick) | (cf. fr.wp)                 |